# Žďár, Blansko
Žďár là một làng thuộc huyện Blansko, vùng Jihomoravský, Cộng hòa Séc.